# Cyclura carinata
Cyclura carinata és una espècie d'iguana endèmica d'unes poques illes del Carib com Turks, Caicos, Bahama, Mayaguana.C. carinata està en greu perill d'extinció.